# Ataköy (Almus)
Ataköy (früher: Kızıldere) ist eine Kleinstadt im Landkreis Almus der türkischen Provinz Tokat. Ataköy liegt ca. 10 km nördlich der Kreisstadt auf 1200 m über dem Meeresspiegel. Das Dorf liegt in der Nähe der Almus-Talsperre. Im Jahr 2011 zählte Ataköy 1.866 Einwohner.
Der frühere Ortsname lautete Kızıldere. Die Umbenennung erfolgte 1968. Das Dorf gehörte ursprünglich zum Landkreis Niksar, wurde aber später dem heutigen Landkreis Almus zugeschlagen. Im Jahr 1998 erhielt das Dorf den Status einer Belediye.
Türkeiweite Bekanntschaft erlangte das Dorf durch den Tod von Mahir Çayan und seinen Genossen, die sich hier 1972 mit drei Entführungsopfern verschanzt hatten. Nachdem sie durch türkische Sicherheitskräfte gestellt worden waren, kamen zehn Entführer und die drei ausländischen Entführungsopfer bis auf Ertuğrul Kürkçü ums Leben.